# Roy Race Junior
Roy Race Junior, brittisk sportserie och uppföljare till Roy of the Rovers. Serien handlar om sonen till Roy Race, huvudpersonen i nämnda serie.
Publicerades på svenska i Buster.